# Pseudoneureclipsis botosaneanui
Pseudoneureclipsis botosaneanui là một loài Trichoptera trong họ Dipseudopsidae. Chúng phân bố ở miền Cổ bắc.